# Pinkerton (Album)
Pinkerton ist das zweite Studioalbum der US-amerikanischen Alternative-Rock-Band Weezer und erschien am 24. September 1996 bei Geffen-Records (Universal). Der Name des Albums bezieht sich auf eine Figur aus Rivers Cuomos Lieblingsoper Madame Butterfly. In den deutschen Album-Charts erreichte Pinkerton Platz 65.
Pinkerton war kommerziell weit weniger erfolgreich als ihr Debüt-Album Weezer (The Blue Album). Trotzdem gilt es bei vielen Fans als bestes Weezer-Album überhaupt. Dies liegt unter anderem an den Texten, die im Vergleich zum Vorgängeralbum mehr in die Tiefe gehen. Außerdem ist Pinkerton geprägt von einer deutlich härteren, in den Vordergrund tretenden Gitarre von Rivers Cuomo. In den Songs, die alle von Rivers Cuomo geschrieben wurden, geht es vor allem um Liebeskummer und sexuelle Frustration. Da die Texte häufig in der Ich-Form geschrieben sind, werden dem Album autobiographische Züge Cuomos nachgesagt.
Die Songs Tired Of Sex, Getchoo, No Other One und Why Bother?, sowie die B-Seiten Devotion, I Just Threw Out The Love Of My Dreams und Waiting On You waren zunächst für eine von Cuomo geplante Rockoper mit dem Titel Songs From The Black Hole vorgesehen. Dieses Konzeptalbum wurde jedoch nie fertiggestellt und ist bis heute nicht erschienen.
Auf dem Album-Cover befindet sich ein Bild des japanischen Künstlers Hiroshige. Das Bild heißt "Kambara yoru no yuki" ("Night Snow at Kambara") und zeigt, wie der Titel schon sagt, eine japanische Schneelandschaft bei Nacht.

## Titelliste
1. Tired Of Sex
2. Getchoo
3. No Other One
4. Why Bother?
5. Across The Sea
6. The Good Life
7. El Scorcho
8. Pink Triangle
9. Falling For You
10. Butterfly

## Singles

### El Scorcho
1. El Scorcho
2. You Gave Your Love To Me Softly
3. Devotion

### The Good Life
1. The Good Life
2. Waiting On You
3. I Just Threw Out The Love Of My Dreams

### The Good Life – OZ E.P.
1. The Good Life
2. Waiting On You
3. I Just Threw Out The Love Of My Dreams
4. The Good Life (Live & Acoustic)
5. Pink Triangle (Live & Acoustic)

- Der Song You Gave Your Love To Me Softly wurde auch auf dem Soundtrack zum Film Angus – voll cool veröffentlicht. Allerdings in einer anderen Version.
- Rachel Haden, die damals zu der Band That Dog gehörte, sang den Song I Just Threw Out The Love Of My Dreams, weil Rivers Cuomo den Song aus der Sicht einer Frau geschrieben hatte.
- Pink Triangle wurde in einer neu gemischten Version als Promo-Single an Radiosender verschickt, wurde jedoch nie als reguläre Single veröffentlicht.

## Musikvideos
Bei dem Video zu El Scorcho führte Mark Romanek Regie. Es zeigt die Band in einem Raum, der durch die verschiedensten Lampen und Lichter beleuchtet wird. Rivers Cuomo wollte ein Video, das die Aufmerksamkeit nicht von dem Song ablenkt, da er sehr viel Mühe beim Schreiben aufgebracht hatte. Beim Dreh kam es sowohl zum Streit zwischen den Bandmitgliedern, als auch zwischen Cuomo und dem Regisseur. Patrick Wilson und Matt Sharp hatten kein Verständnis für Cuomos gewünschte Ernsthaftigkeit und alberten lieber herum. Rivers Cuomo war letztendlich so unzufrieden mit dem Ergebnis, dass er nachträglich von dem fertigen Video einen eigenen Schnitt anfertigte.
Zu The Good Life wurde ein Video gedreht, das im Wechsel die Geschichte einer Pizzalieferantin (gespielt von Mary Lynn Rajskub) und die Band im Studio zeigt. Wie schon im Video zu El Scorcho sieht man, wie Rivers Cuomo eine ernsthafte Darstellung anstrebt, während Patrick Wilson und Matt Sharp eine eher spaßige Haltung beziehen. Regisseure des Videos waren Jonathan Dayton und Valerie Faris.